# Gradshteyn et Ryzhik
Gradshteyn et Ryzhik (en russe Градштейн и Рыжик) est le nom courant mais non officiel du manuel  Table of Integrals, Series, and Products, volume compilé à l'origine par les mathématiciens soviétiques I. S. Gradshteyn  et I. M. Ryzhik. Son nom complet d'origine est Таблицы интегралов, сумм, рядов и произведений.
Depuis sa première publication en 1943, le manuel s'est considérablement développé et est rapidement devenu une référence classique pour les mathématiciens, les scientifiques et les ingénieurs. Après la mort des deux auteurs, le travail sur le manuel a été poursuivi par d'autres éditeurs. Par la suite, une traduction bilingue en allemand et en anglais est devenue disponible, suivie de traductions en polonais, anglais et japonais. La dernière édition anglaise a été retraduite en russe.

## Description
L'une des caractéristiques de l'ouvrage, par rapport à d'autres collections similaires est qu'il contient des références pour la plupart des formules. La liste des références de la huitième édition anglaise contient 92 articles principaux et 140 articles supplémentaires.
Les formules sont numérotées, et les numéros n'ont pas changé entre la quatrième édition russe et la septième édition anglaise (la numérotation dans les anciennes éditions, ainsi que celle de la huitième édition anglaise ne sont pas entièrement compatibles). Les références comportent également des tables de transformations intégrales. Les fonctions spéciales et constantes utilisées dans le calcul des intégrales sont également toutes répertoriées.
Ce livre contient encore un grand nombre de fautes d'impression, même dans des éditions relativement nouvelles. Les premières éditions anglaises comportaient également des termes mathématiques mal traduits et une qualité d'impression médiocre.

## Histoire
La première édition, qui contenait environ 5 000 formules, a été compilée par I.M. Ryzhik, auteur d'un livre sur les fonctions spéciales en 1936 et  mort pendant la Seconde Guerre mondiale en 1941. La première édition du recueil a été publiée à titre posthume en 1943, suivie d'une deuxième édition révisée, portant également pour nom d'auteur I.M. Ryzhik, en 1948.
La troisième édition (1951) a été révisée par I.S. Gradstein, qui a aussi introduit un système de numérotation pour les chapitres et les formules dans le système de numérotation décimale. I.S. Gradstein a prévu une extension significative pour la quatrième édition, mais il est mort avant pouvoir la  terminer.
Les quatrième (1962/1963) et cinquième (1971) éditions ont été réalisées par Yu. V. Geronimus et M. Yu. Tseitlin. La quatrième édition contenait déjà environ 12 000 formules, et les sections consacrées aux intégrales indéfinies et définies des fonctions élémentaires et aux intégrales définies des fonctions spéciales ont été considérablement développées ; elle inclut des intégrales de fonctions spéciales qui manquaient dans la troisième édition. En revanche, le chapitre sur les transformations intégrales de la troisième édition a été supprimé ; son matériel est réparti dans d'autres parties du livre.
La cinquième édition a été imprimée de manière stéréotypée, avec une liste des fautes de frappe remarquées jointe.
La 8e édition date de 2015 (Elsevier dit 2014) :
(en) Izrailʹ Solomonovich Gradshtein, Iosif Moiseevich Ryzhik, Daniel Zwillinger (éditeur) et Victor H. Moll (éditeur) (trad. Scripta technica), Table of integrals, series, and products : Translation edited and with a preface by Victor Moll and Daniel Zwillinger, Academic Press ; Elsevier, 2015, xlv+1133 (ISBN 978-0-12-384933-5, zbMATH 1300.65001, SUDOC 181842270).
« La huitième édition du  Gradshteyn et Ryzhik est une édition entièrement révisée et mise à jour. La nouvelle 8e édition contient des résultats nouveaux et des précisions sur les conditions d'application des intégrales. La plupart des entrées contiennent des références à leur source. »
Victor Hugo Moll (en) a entamé le projet visant à démontrer toutes les évaluations d'intégrales du Gradshteyn-Ryzhik et à les enrichir par d'autres considérations et sources. Il écrit à ce sujet dans la préface de son livre Irresistible Integrals de 2004 : « It took a short time to realize that this task was monumental. ». Entre-temps, le résultat s'est concrétisé dans deux volumes d'une série intitulé  Special Integrals of Gradshteyn and Ryzhik : The Proofs,.

## Éditions

### Éditions russes
- 1943 1re édition russe, 400 p. ; Ryschik, (zbl 0060.12305)
- 1948 2e édition russe, 400 p. ; Ryschik, (zbl 0034.07001)
- 1951 3e édition russe, 464 p. ; Ryschik et Gradstein, (zbl 0044.13303)
- 1962 4e édition russe, 1 100 p. ; J. Geronimus et M. Zeitlin, (zbl 0103.03801)
- 1971 5e édition russe, 1 108 p. ; J. Geronimus et M. Zeitlin
- 2011 7e édition russe, 1 232 p. ; Alan Jeffrey, Daniel Zwillinger, Vasily Vasilyevich Maximov. (ISBN 978-5-9775-0360-0)

### Éditions anglo-allemandes
- 1957 1re édition anglo-allemande, 438 p. traduction Christa et Lothar Berg et Martin Strauss, (zbl 0080.33703)
- 1963 2e édition anglo-allemande avec corrections, 438 p.
- 1981 3e édition anglo-allemande, 2 volumes, 677+504 p. ; Ludwig Boll,  (ISBN 3-87144-350-6), (zbl 0448.65002), (zbl 0456.65001).

### Édition polonaise
- 1964 1re édition polonaise, 464 p. ; Roman Malesiński

### Éditions anglaises
- 1965 3e édition anglaise, 1 086 p. ; Alan Jeffrey  (ISBN 0-12-294750-9).
- 1980 4e édition anglaise, 1 160 p. ; Alan Jeffrey  (ISBN 0-12-294760-6), (zbl 0521.33001)
- 1994 5e édition anglaise, 1 204 p. ; Alan Jeffrey  (ISBN 0-12-294755-X), (zbl 0918.65002), CD-ROM:  (ISBN 0-12-294756-8)
- 2000 6e édition anglaise, 1 163 p. ; Alan Jeffrey et Daniel Zwillinger,  (ISBN 0-12-294757-6), (zbl 0981.65001) ; réimpression chinoise :  (ISBN 7-5062-6546-X)
- 2007 7e édition anglaise, 1 176 p. ; Alan Jeffrey et Daniel Zwillinger,  (ISBN 0-12-373637-4) (avec CD-ROM), (zbl 1208.65001) ; réimpression chinoise :  (ISBN 7-5062-8235-6)
- 2014 8e édition anglaise, 1 184 p. ; Daniel Zwillinger and Victor Hugo Moll,  (ISBN 0-12-384933-0)

### Édition japonaise
- 1983 数学大公式集 [Sūgaku daikōshikishū]. 1re édition japonaise, xv+1 085 p.; Otsuki Yoshihiko (大槻義彦),  (ISBN 4-621-02796-4) /  (ISBN 978-4-621-02796-7), NCID BN00561932, NBN JP84018271, Maruzen, Tokyo.

La troisième édition anglo-allemande, en deux volumes, parue en 1981 aux éditions MIR Moscou, avec une reliure en toile grise et dorure d'A. V. Shipov est particulièrement connue.

## Article lié
- Victor Moll
- Abramovitz et Stegun